# Целиков, Виталий Васильевич
Виталий Васильевич Целиков (1923, Юзовка — не ранее 1986, Донецк) — советский хозяйственный, государственный и политический деятель, Герой Социалистического Труда.

## Биография
Родился в 1923 году в городе Донецке. Член КПСС.
В 1941—1945 годах — участник Великой Отечественной войны, командир роты отдельного батальона автоматчиков 34-й отдельной стрелковой бригады, командир стрелкового батальона 1054-го стрелкового полка 301-й стрелковой дивизии, командир батальона 906-го стрелкового полка 243-й стрелковой дивизии. Капитан.
После войны на хозяйственной, общественной и политической работе. Секретарь Сталинского обкома ВЛКСМ, на хозяйственной и советской работе в сельском хозяйстве Украинской ССР, председатель колхоза имени Ленина Овручского района Житомирской области.
Указом Президиума Верховного Совета СССР от 8 апреля 1971 года присвоено звание Героя Социалистического Труда с вручением ордена Ленина и золотой медали «Серп и Молот».
Делегат XXIV съезда КПСС.
Умер после 1985 года в Донецке.